# Programowalny sterownik logiczny
Programowalny sterownik logiczny, PLC (ang. programmable logic controller) – uniwersalne urządzenie mikroprocesorowe przeznaczone do sterowania pracą maszyny lub urządzenia technologicznego. Sterownik musi zostać dopasowany do określonego obiektu sterowania poprzez wprowadzenie do jego pamięci żądanego algorytmu działania obiektu. Cechą charakterystyczną programowalnych sterowników logicznych, odróżniającą je od innych sterowników komputerowych, jest cykliczny obieg pamięci programu.
Algorytm jest zapisywany w przeznaczonym dla sterownika języku programowania. Istnieje możliwość zmiany algorytmu przez zmianę zawartości pamięci programu. Sterownik wyposaża się w odpowiednią liczbę układów wejściowych zbierających informacje o stanie obiektu i żądaniach obsługi oraz odpowiednią liczbę i rodzaj układów wyjściowych połączonych z elementami wykonawczymi, sygnalizacyjnymi lub transmisji danych.

## Historia sterowników PLC
Do końca lat sześćdziesiątych XX wieku praktycznie wszystkie układy sterowania maszyn i urządzeń, zarówno wykonywane w tradycyjnej technice przekaźnikowo-stycznikowej jak i w technice półprzewodnikowej, były konstruowane jako sztywna sieć logiczna. Rolę programu spełniało okablowanie pomiędzy stycznikami, przekaźnikami oraz innymi elementami specjalnymi. Całość była instalowana w szafach sterowniczych. W roku 1968 inżynierowie amerykańskiego przemysłu samochodowego wyszli z inicjatywą wprowadzenia sterowania nowego typu, w którym algorytm działania zapisywany byłby nie w „odrutowaniu” lecz w pamięci. W roku 1970 na wystawie obrabiarek w Chicago przedstawiono pierwszy system sterowania działający na zasadzie cyklicznego obiegu pamięci programu. System pozwalał realizować różnorodne zadania sterownicze przy zachowaniu niezmiennej części sprzętowej – tylko przez zmiany zawartości pamięci programu. W końcu roku 1973 oszacowano, że w USA w przemyśle obróbki metali było ponad 3000 sterowników PLC. W Republice Federalnej Niemiec w roku 1976 było zainstalowanych około 1000 sterowników PLC, na tym rynku w tym czasie oferowało swe sterowniki 43 producentów.
W Polsce pod koniec lat siedemdziesiątych XX wieku było zainstalowanych kilkaset zestawów sterowników PLC sprowadzonych albo łącznie z importowanymi maszynami czy urządzeniami albo zakupionych dla obiektów zaprojektowanych i wyprodukowanych w kraju. W roku 1977 Zakłady Automatyki Przemysłowej MERA ZAP w Ostrowie Wielkopolskim podjęły produkcję pierwszego w Polsce systemu sterowania programowalnego (sterownika PLC) o nazwie INTELSTER PC4K. Był to sterownik produkowany na licencji zachodnioniemieckiej firmy PILZ GmbH.

## Zasada działania sterowników PLC

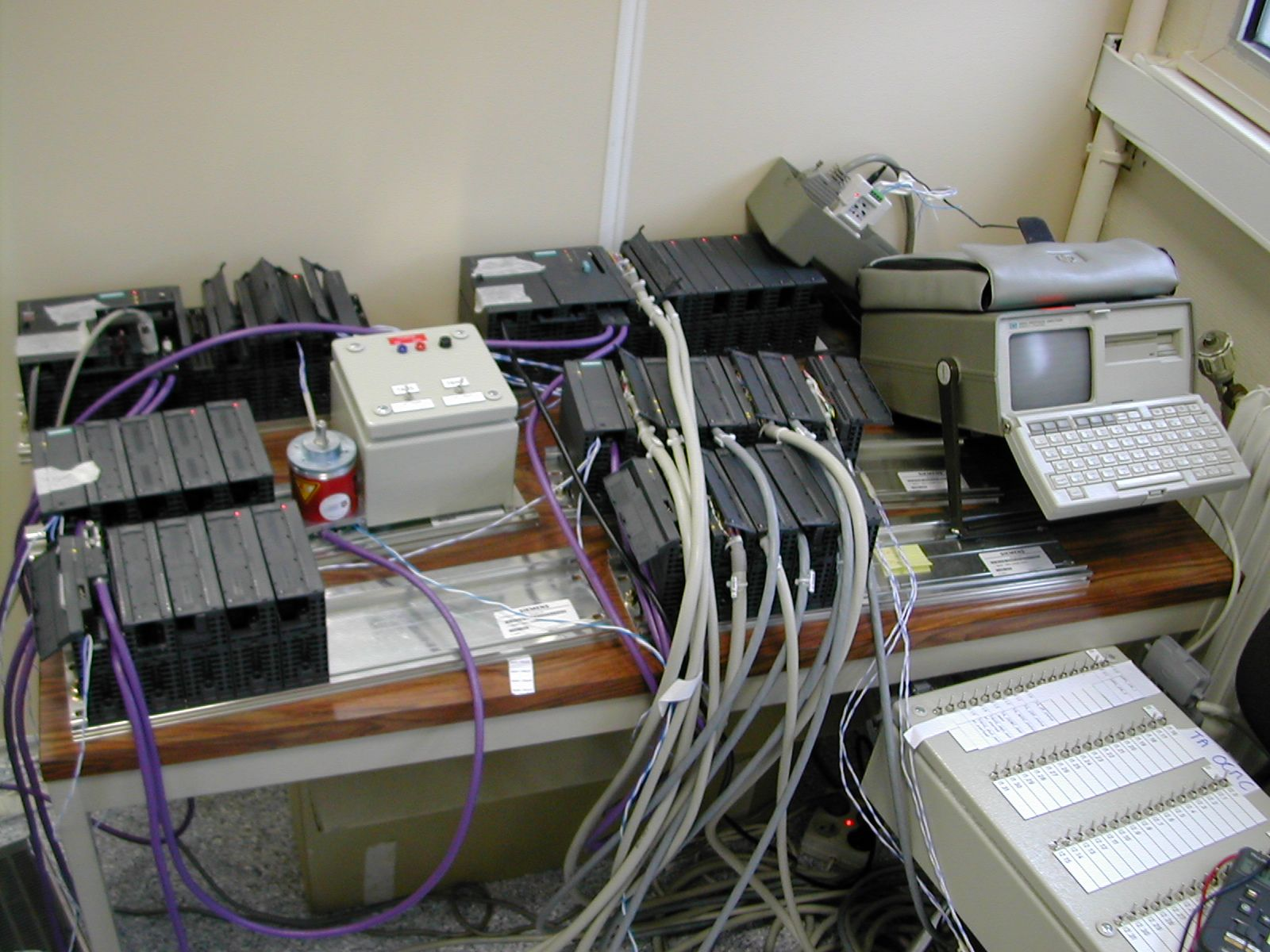
Sterowniki PLC

Podstawową zasadą pracy sterowników jest praca cykliczna, w której sterownik wykonuje kolejno po sobie pojedyncze rozkazy programu w takiej kolejności, w jakiej są one zapisane w programie. Na początku każdego cyklu program odczytuje „obraz” stanu wejść sterownika i zapisuje ich stany (obraz wejść procesu). Po wykonaniu wszystkich rozkazów i określeniu (wyliczeniu) aktualnego dla danej sytuacji stanu wyjść, sterownik wpisuje stany wyjść do pamięci będącej obrazem wyjść procesu a system operacyjny wysterowuje odpowiednie wyjścia sterujące elementami wykonawczymi. Tak więc wszystkie połączenia sygnałowe spotykają się w układach (modułach) wejściowych sterownika, a program śledzi ich obraz i reaguje zmianą stanów wyjść w zależności od algorytmu.
Cykl pracy sterownika można zapisać krokowo:
1. autodiagnostyka
2. odczyt wejść
3. wykonanie programu
4. zadania komunikacyjne
5. ustawienia wyjść.

## Sposób programowania
Firmy produkujące sterowniki programowalne dostarczają zwykle wraz z nimi środowisko programistyczne, pozwalające pisać aplikacje w jednym lub kilku językach programowania. Języki te są zwykle mniej lub bardziej dokładną implementacją zaleceń normy IEC 61131-3, która to norma definiuje następujące warianty:
- LD (ladder diagram) logika drabinkowa – schemat zbliżony do klasycznego rysunku technicznego elektrycznego
- FBD (function block diagram) – diagram bloków funkcyjnych, sekwencja linii zawierających bloki funkcyjne
- ST (structured text) tekst strukturalny – język zbliżony do Pascala
- IL (instruction list) lista instrukcji – rodzaj asemblera
- SFC (sequential function chart) sekwencyjny ciąg bloków – sekwencja bloków programowych z warunkami przejścia.

Środowiska do programowania PLC są albo produktem firm wytwarzających sterowniki albo niezależnych firm informatycznych.

## Budowa

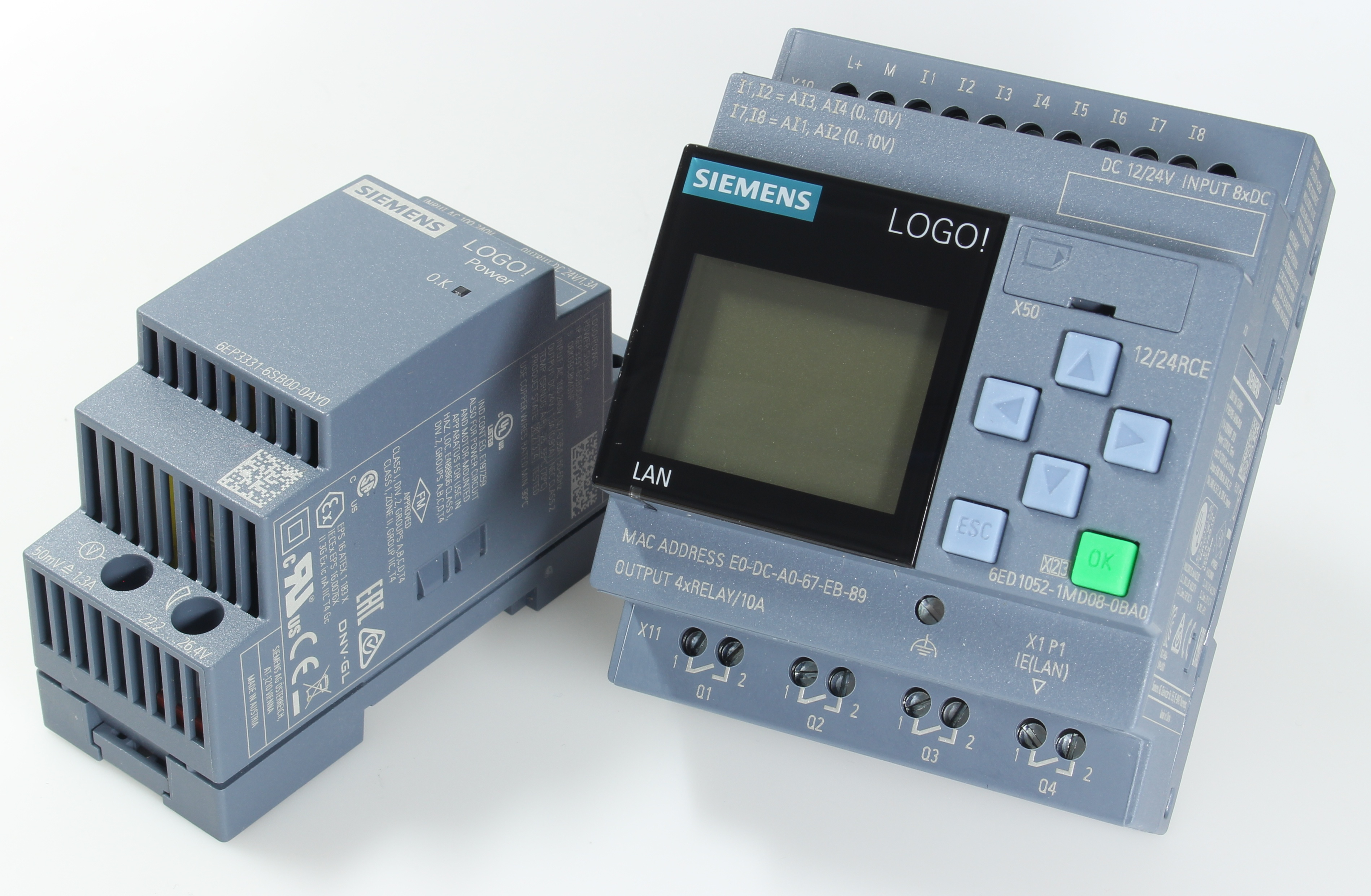
Zasilacz (z lewej) i PLC (z prawej)

Sterowniki PLC składają się z:
- jednostki centralnej (CPU)
- bloków wejść cyfrowych
- bloków wejść analogowych
- bloków komunikacyjnych
- bloków wyjść cyfrowych
- bloków wyjść analogowych
- bloków specjalnych
- pamięci ROM, PROM, EPROM, EEPROM

## Klasyfikacja
Obecnie sterowniki PLC tworzą dużą i różnorodną grupę produktów. Od modeli najprostszych, tzw. przekaźników programowalnych, poprzez kompaktowe, modułowe lub rozproszone „obiektowe” wersje sterowników aż do skomplikowanych urządzeń o możliwościach zbliżonych do komputerów przemysłowych. Nowsze sterowniki nie są już określane skrótem PLC, w nazwach stosuje się coraz częściej dane dotyczące rodzaju wykonania (np. sterownik kompaktowy).